# Stalvira Orshush
Stalvira Stepánovna Orshush –en ruso, Стальвира Степановна Оршуш– (Ulán-Udé, 22 de abril de 1993) es una deportista rusa de origen buriato que compite en lucha libre (desde 2023 bajo la bandera de Hungría).
Ganó cinco medallas en el Campeonato Europeo de Lucha entre los años 2018 y 2023. En los Juegos Europeos de Minsk 2019 obtuvo una medalla de bronce en la categoría de 53 kg.

## Palmarés internacional
| Representando a Rusia   |                     |                   |           |
| Juegos Europeos         |                     |                   |           |
| Año                     | Lugar               | Medalla           | Categoría |
| 2019                    | Minsk (Bielorrusia) | Medalla de bronce | 53 kg     |
| Campeonato Europeo      |                     |                   |           |
| Año                     | Lugar               | Medalla           | Categoría |
| 2018                    | Kaspisk (Rusia)     | Medalla de oro    | 53 kg     |
| 2019                    | Bucarest (Rumania)  | Medalla de oro    | 53 kg     |
| 2020                    | Roma (Italia)       | Medalla de bronce | 53 kg     |
| 2021                    | Varsovia (Polonia)  | Medalla de oro    | 55 kg     |
| Representando a Hungría |                     |                   |           |
| Campeonato Europeo      |                     |                   |           |
| Año                     | Lugar               | Medalla           | Categoría |
| 2023                    | Zagreb (Croacia)    | Medalla de plata  | 53 kg     |